# Байсерке (аэродром)
Аэродром «Байсерке» — гражданский учебно-спортивный аэродром 4 класса севернее Алма-Аты . 

## Местонахождение
Аэродром «Байсерке» (бывший аэродром ДОСААФ), расположен В 35 км севернее центра Алма-Аты, имеет грунтовую взлётно—посадочную полосу, рулёжную дорожку и оборудованное лётное поле. Добираться туда надо по старой капчагайской дороге — на север, от развязки на «Меркур — центре», сразу после посёлка Отеген-Батыр (бывший Энергетический), перед железнодорожным переездом, необходимо свернуть направо. От автовокзала «Саяхат» можно добраться при помощи нескольких автобусных маршрутов пригородного сообщения.
Координаты: 43°26’57"N 77°3’1"E, Высота над уровнем моря: 600 м.
- Аэродром Байсерке. Ми-2 готовится к взлёту.
- Стоянка техники
- Приземление парашютиста
- Парашютист на фоне Талгарского пика

## История
История аэродрома непосредственно связана с обществом Осоавиахим и ДОСААФ. Есть запись протокола № 67 заседания Крайпарткома Казахстана от 10 ноября 1934 года (орфография сохранена):

«Организовать Краевой Аэроклуб Казосоавиахима Крайкома ВЛКСМ и Казсовпрофа. Поручить СНК и Казсовпрофу предусмотреть ассигнования (150 тысяч рублей) из Республиканского бюджета на строительство Аэроклуба. Руководителям государственных, хозяйственных и профсоюзных организаций оказывать вновь организуемому Аэроклубу всемерное содействие. Казосавиахиму, Крайкому ВЛКСМ, Казсовпрофу, горкому ВКП(б) организовать развертывание массовой работы вокруг организации Аэроклуба и популяризации его задач»— ЦГА РК
9-10 июля 2005 года аэродром принял российский рок-фестиваль «Нашествие» под названием «Нашествие-130».

## Современное состояние
Сегодня, как и прежде, в аэропорту можно совершать прыжки с парашютом с самолетов Ан-2, высота которых составляет 1000 метров, с использованием парашютной системы Д-1-5у. Также возможно совершить прыжок по системе тандем, когда прыжок с самолета совершается вместе с инструктором, а приземление происходит на ноги инструктора.   Парапланеристы также используют аэропорт Байсерке для тренировок.   Аэропорт используется для проведения авиашоу, с демонстрацией пилотирования самолетов и вертолетов пилотами-спортсменами.
Аэропорт «Байсерке» является базой летного центра авиационной компании (АКЛК) «Тянь-Шань», которая использует для своих нужд вертолеты Ми-2, самолеты Ан-2, Як-52. Аэроклуб ОО «Отан» «РК» на технической базе АКЛК «Тянь-Шань», проводит подготовку курсантов по категории «пилот-любитель» по стандартам ИКАО Аэропорт используется для коммерческих полетов организациями-участниками в «Казахстанской Ассоциации Малой Авиации» (КАМА)
В аэропорту Байсерке есть площадка для радиомоделей, на которую в 2007 году по инициативе группы людей были получены средства для увеличения размеров площадки, но в настоящее время этой взлетно-посадочной полосой пользуются все радиомоделисты-любители.
Первый казахстанский самолет «Арай», изготовленный по канадской лицензии алматинской компанией «АвиаМастер Эйркрафт», предназначенный для сельского хозяйства, совершил испытательный полет в аэропорту Байсерке 14 апреля 2012 года в 12:00. Комитет гражданской авиации выдал свидетельство о государственной регистрации первым трем самолетам «Арай» казахстанского производства. Их производит по канадской лицензии алматинская компания AviaMaster Aircraft.

## Известные выпускники
На аэродроме проходили лётную подготовку и будущие космонавты. Командир стартовавшего с космодрома «Байконур» международного экипажа космического корабля «Союз ТМА-20» Дмитрий Юрьевич Кондратьев в 1986 году завершил обучение в Алма-Атинском аэроклубе ДОСААФ по программе лётной подготовки на самолёте Як-52. Не менее известным выпускником аэроклуба является Халык Кахарманы и Герой Российской Федерации Талгат Мусабаев.